# Vol Air Algérie 702P
Le 21 décembre 1994, un Boeing 737-200 cargo assurant le vol Air Algérie 702P, un vol de transport de fret assuré par Air Algérie, pour le compte de Phoenix Aviation (en), entre l'aéroport d'Amsterdam-Schiphol, aux Pays-Bas, et l'aéroport de Coventry (en), au Royaume-Uni, avec une escale à l'aéroport d'East Midlands, est entré en collision avec un pylône électrique lors de son approche finale sur l'aéroport de Coventry.
À la suite de l'impact initial, l'appareil s'est renversé, en endommageant plusieurs maisons, avant de s'écraser à l'envers dans une zone boisée, à proximité de la zone résidentielle, et de prendre feu. Les cinq personnes à bord ont toutes été tuées lors de l'accident.

## Avion et équipage
L'appareil impliqué était un Boeing 737-2D6C immatriculé 7T-VEE (numéro de série 20758/322). Propulsé par deux moteurs Pratt & Whitney JT8D-9, il a été fabriqué en 1973 et totalise 45 633 heures de vol au moment de l'accident.
Les occupants de l'avion étaient constitués de trois membres d'équipage algériens et de deux manutentionnaires britanniques.
Le commandant de bord du vol 702P était Ahmed Nemdil (44 ans), qui cumulait 10 686 heures de vol, dont 2 187 heures sur Boeing 737-200. Le copilote, Nasreddine Hantour (35 ans), totalisait 2 858 heures de vol, dont la plupart effectuées sur 737-200. Ils étaient accompagnés d'un ingénieur de maintenance d'Air Algérie, El-Hachemi Abdellaoui (38 ans), et les manutentionnaires étaient Adrian Sharp (31 ans) et Andrew Yates (22 ans) ; tous deux étaient employés par Phoenix Aviation (en).

## Accident
Le jour de l'accident, l'avion et l'équipage quittèrent Amsterdam pour leur deuxième vol à destination de Coventry ce matin-là (le premier étant arrivé à 03 h 40), où des animaux vivants devaient être chargés à bord pour être exportés vers les Pays-Bas et la France. La visibilité à Coventry était mauvaise en raison du brouillard et d'une couche nuageuse à basse altitude, et elle s'est détériorée régulièrement au cours des premières heures de la matinée ; au moment où le vol 702P atteignit la région de Coventry, la portée visuelle de piste (RVR) pour la piste principale de l'aéroport de Coventry (en) était de 2 300 pieds (700 m), ce qui était inférieur au minimum réglementaire de 3 900 pieds (1 200 m) pour effectuer l'approche à ce moment-là.
Le 737-200 n'était alors pas équipé pour recevoir le nouveau signal du système d'atterrissage aux instruments (ILS) pour la piste en service, les pilotes ont donc utilisé une procédure d'approche par surveillance radar (en) (SRA), qui dépendait des conseils d'un opérateur radar du contrôle aérien. L'équipage avait de l'expérience concernant les procédures d'approche SRA à Coventry, ayant déjà effectué une approche de ce type plus tôt dans la journée sur la même piste. La visibilité était trop mauvaise pour effectuer un atterrissage en toute sécurité lors de cette deuxième approche, le commandant de bord a donc effectué une procédure d'approche interrompue et s'est dérouté vers l'aéroport d'East Midlands.
Environ 90 minutes après l'atterrissage à East Midlands, la visibilité à Coventry s'est considérablement améliorée, bien qu'avec une RVR de 3 600 pieds (1 100 m), elle n'était toujours pas suffisante pour atteindre le minimum requis, qui était passé à 4 900 pieds (1 500 m) en raison du fait que les contrôleurs de Coventry n'avaient pas eu suffisamment de préavis pour installer leur radar SRA spécialisé à temps pour l'arrivée du 737. 
Le vol 702P a quitté East Midlands à 9 h 38, heure locale, afin de faire une autre tentative d'atterrissage à l'aéroport de destination prévue. À ce stade, les pilotes étaient en service depuis dix heures au total (deux heures de plus que le maximum autorisé par leur compagnie pour les opérations de nuit), y compris cinq segments de vol depuis 23 h 45 la nuit précédente, dont deux comprenaient des approches SRA sur la piste 23 de Coventry (l'une se terminant par un atterrissage réussi à 03 h 40 et la seconde se terminant par une approche interrompue et un détournement vers East Midlands à 07 h 40, et les deux étant décrites comme précises et correctement stabilisées par les enquêteurs). Le vol entre East Midlands et Coventry durait seulement quatorze minutes, ce qui n'a pas laissé à l'équipage suffisamment de temps pour effectuer l'ensemble des procédures standards à effectuer dans le poste de pilotage. 
Au cours de leur troisième et dernière approche SRA sur la piste 23 de Coventry, leur approche n'a jamais été stabilisée et ils l'ont effectuée à une vitesse excessivement élevée, à environ 1 450 pieds/min (7 m/sec). La liste de vérification pour l'atterrissage n'a pas été complétée et la communication entre le commandant de bord et le copilote était minimale. Ce dernier n'a pas annoncé l'altitude minimale de descente (MDA), qui est une procédure normale de la compagnie.

Schéma de l'accident
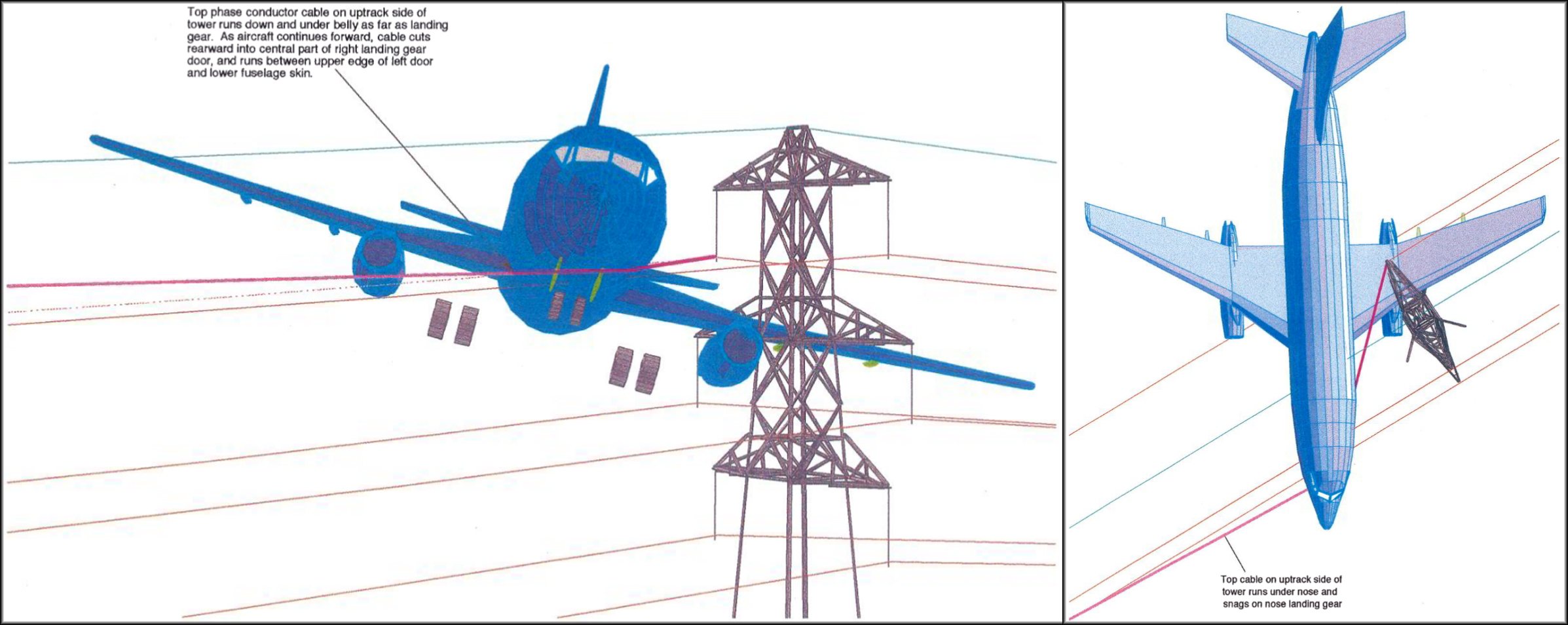
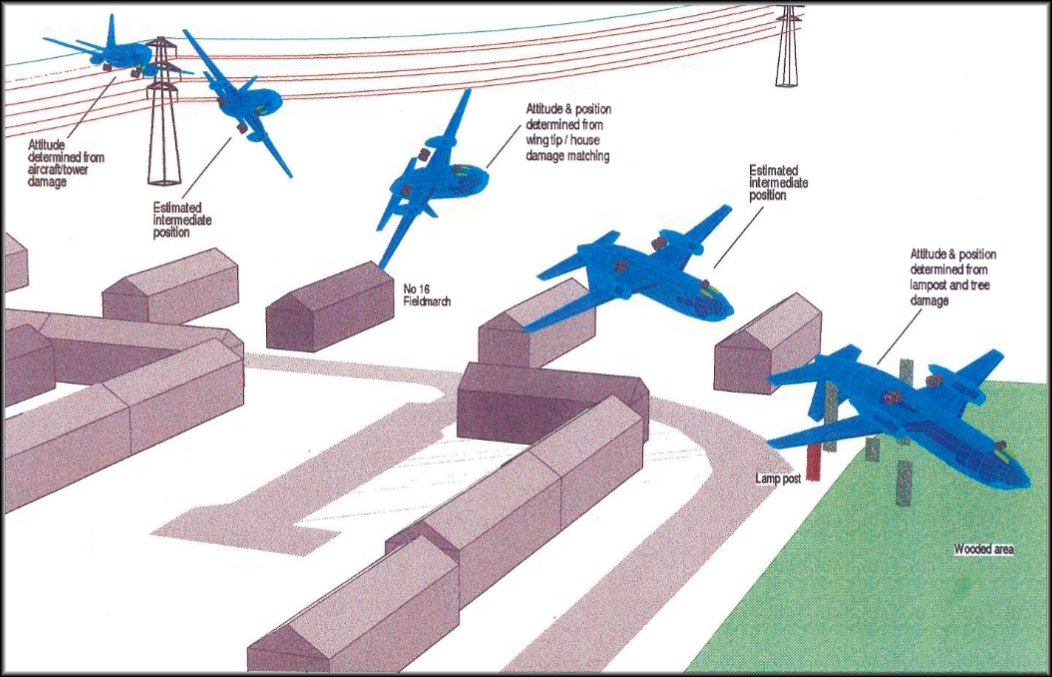

Le vol 702P est descendu bien en dessous de la MDA et est entré en collision avec un pylône électrique de 26 m de haut, située dans le prolongement de l'axe central, à environ 1 800 m du seuil de la piste d'atterrissage. La collision initiale a sectionné la partie supérieure du pylône et a causé de graves dommages au moteur gauche et à la structure de l'aile gauche, avec notamment l'un des volets arraché lors de l'impact.
Le 737 a rapidement basculé vers la gauche et a plongé vers le sol, en endommageant plusieurs maisons à Sunbury, avant de s'écraser, complètement sur le dos, dans une forêt de Willenhall ; l'impact final a détruit la majorité de la partie avant de l'avion et un violent incendie s'est immédiatement déclaré. Les trois membres d'équipage et les deux manutentionnaires ont tous été tués sur le coup, mais personne au sol n'a été blessé.

## Enquête
L'enquête, menée par l'Air Accidents Investigation Branch (AAIB), révèle que l'accident a été causé principalement par le fait que l'équipage a laissé l'appareil descendre nettement en dessous de l'altitude minimale de descente (MDA) pour l'approche, sans apercevoir le balisage lumineux d'approche ou le seuil de piste, à cause de la faible visibilité.
L'AAIB a également constaté que l'équipage n'a pas contre-vérifié les indications de l'altimètre pendant l'approche, que le pilote non en fonction n'a pas annoncé la hauteur de descente minimale, lorsque l'avion a atteint cette altitude, et que les performances de l'équipage ont été grandement altérées par les effets de la fatigue, les pilotes ayant effectué plus de dix heures de vol, en majorité effectué la nuit, avec de nombreux décollages et atterrissage effectué lors de ce vol, et également lors du vol précédent.

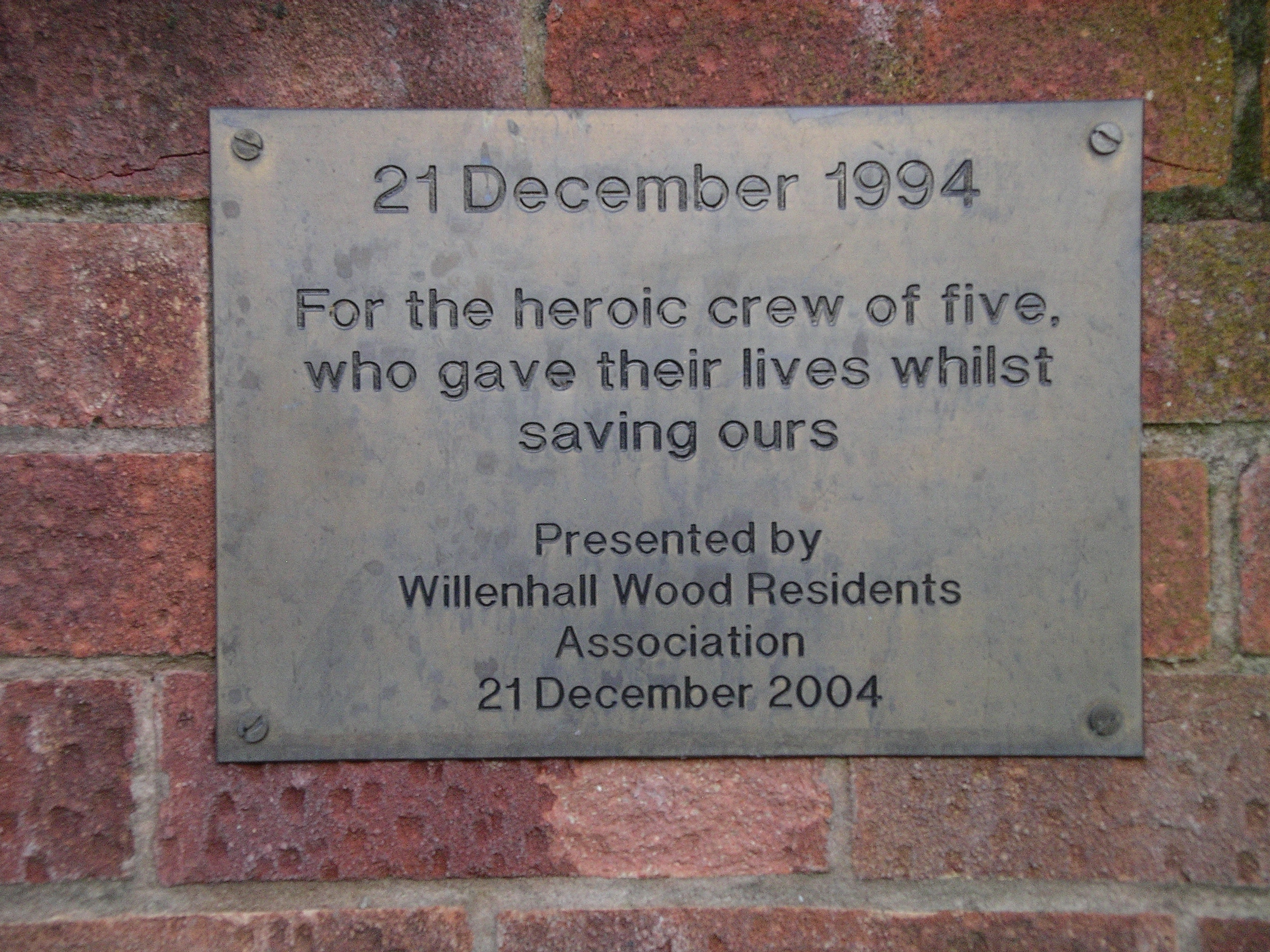
Plaque commémorative en souvenir des victimes de l'accident.

Une plaque commémorative en laiton, en souvenir des victimes, est désormais située à Middle Ride, à proximité du lieu de l'accident, qui a été érigée à l'occasion du 10e anniversaire de l'accident par l'association des résidents de Willenhall.